# ليما مابيدي
ليما مابيدي (بالفرنسية: Lema Mabidi)‏ (مواليد 11 يونيو 1993) هو لاعب كرة قدم من الكونغو الديمقراطية لعب سابقا لصالح نادي الرجاء البيضاوي منذ سنة 2015 إلى سنة 2019.

## روابط خارجية
- ليما مابيدي على موقع قاعدة بيانات كرة القدم.إي يو (الإنجليزية)
- ليما مابيدي على موقع ناشيونال فوتبول تيمز (الإنجليزية)
- ليما مابيدي على موقع Soccerway.com (الإنجليزية)